# Relations entre la Russie et l'Union européenne
Les relations entre la fédération de Russie et l'Union européenne (UE) sont établies en 1991 après la dissolution de l'URSS. Elles sont une composante importante de la géopolitique de la Russie, État profondément lié à l'Europe par son histoire, sa culture, sa géographie et son économie.

## Histoire et chronologie
Les relations entre la fédération de Russie et l'Union européenne (UE) sont établies après la dissolution de l'URSS en 1991.
Depuis 2004, l'enclave russe de Kaliningrad est uniquement entourée par des États membres de l'UE. Des contrôles aux frontières plus stricts sont mis en place lorsque la Pologne et la Lituanie rejoignent l'UE (l'amélioration du contrôle de leurs frontières extérieures était un préalable à leur adhésion et à l'entrée dans l'espace Schengen).
En 2007, la viande polonaise est à nouveau autorisée à l'exportation vers la Russie.
En 2008, la présence de troupes russes en Géorgie à la suite du conflit d'août 2008 en Ossétie du Sud a conduit Bruxelles à geler les pourparlers sur le nouveau partenariat stratégique avec Moscou,.
Le 4 mai 2010, la Russie et l'UE ont entamé des négociations sur la mise en place d'un espace de circulation sans visas pour leurs citoyens respectifs et ont développé une feuille de route sur la libéralisation de l'accès au territoire européen pour les Russes et réciproquement. En 2014, ce dialogue est temporairement suspendu en raison de la annexion de la Crimée par la Russie.
En juillet 2011, la Commission européenne présente des propositions visant à classer l'ensemble de Kaliningrad en tant que zone frontalière. Cela permettrait à la Pologne et la Lituanie de délivrer des visas spéciaux pour les résidents de Kaliningrad sans qu'ils aient besoin d'un visa Schengen pour gagner la Russie.
Le 22 août 2012, la Russie a rejoint l'Organisation mondiale du commerce (OMC) après avoir négocié avec l'UE.
Fin 2013, un accord d'association discuté entre l'UE et l'Ukraine est mis en échec par des sanctions russes dirigée par le président russe Vladimir Poutine. Le 23 février 2014, le président ukrainien Viktor Ianoukovytch fuit en Russie à la suite des manifestations de l'Euromaïdan et de la révolution ukrainienne de février 2014. Dans le cadre de la guerre russo-ukrainienne, l'UE, tout comme les États-Unis, a accusé la Russie d'intervenir militairement en Crimée et a ordonné la suspension immédiate des négociations de libéralisation des visas tout en évoquant la possibilité de sanctions économiques (gels d'avoirs notamment).
Après l'invasion russe de la Crimée, en mars 2014 l'UE refuse de reconnaître le référendum d'autodétermination et son annexion par la Russie,,. En juillet 2014, estimant que la guerre du Donbass est une « déstabilisation délibérée » ou guerre hybride menée par la Russie, l'UE en commun avec les États-Unis prennent une série de sanctions économiques contre Moscou. En mars 2015, le Conseil européen lie leur durée à la mise en œuvre des accords de Minsk. Les sanctions sont prolongées en juin 2016.
Le dimanche 27 février 2022, après le début de l'invasion de l'Ukraine par la Russie débutée le 24 février précédent, la présidente de la Commission européenne, Ursula von der Leyen, a annoncé la fermeture des espaces aériens souverains des vingt-sept membres de l’UE aux appareils détenus par des Russes, enregistrés en Russie ou contrôlés par la Russie,. Fin mars 2022, de nombreux pays européens expulsent des diplomates russes, parfois soupçonnés d'être des officiers du renseignement. Parmi eux 35 diplomates doivent quitter la France, 45 la Pologne, 40 l'Allemagne, 33 la Slovénie, 30 l'Italie, 25 l'Espagne, 15 le Danemark, 12 la Grèce, 4 l'Autriche, 3 la Norvège et la Slovaquie. Dans le même temps, la Lituanie expulse l'ambassadeur russe à Vilnius,.

## Relations économiques
L'UE est le partenaire économique le plus important de la Russie (52,3 % de l'ensemble du commerce extérieur russe en 2008). 75 % des investissements directs à l'étranger (IDE) en Russie proviennent également de l'UE. Elle a ainsi exporté 105 milliards d'euros de marchandises vers la Russie en 2008 et cette dernière a exporté 173,2 milliards d'euros à l'UE. 68,2 % des exportations russes vers l'UE sont des hydrocarbures (gaz et pétrole, principalement).
| Flux commercial | Biens               | Services           | IDE              |
| --------------- | ------------------- | ------------------ | ---------------- |
| UE-Russie       | 105 milliards d'€   | 18 milliards d'€   | 17 milliards d'€ |
| Russie-UE       | 173,2 milliards d'€ | 11,5 milliards d'€ | 1 milliard d'€   |

La Russie a rejoint l'Organisation mondiale du commerce (OMC) le 22 août 2012 après avoir négocié avec l'UE. L'UE et la Russie mettent également en œuvre des espaces communs et envisagent de remplacer le Partenariat et Accord de coopération dans le but de renforcer le commerce bilatéral.
La Russie fait également partie du top 5 des partenaires de l'UE d'après les derniers chiffres de l'OMC pour les import/exports de biens.

### Énergie

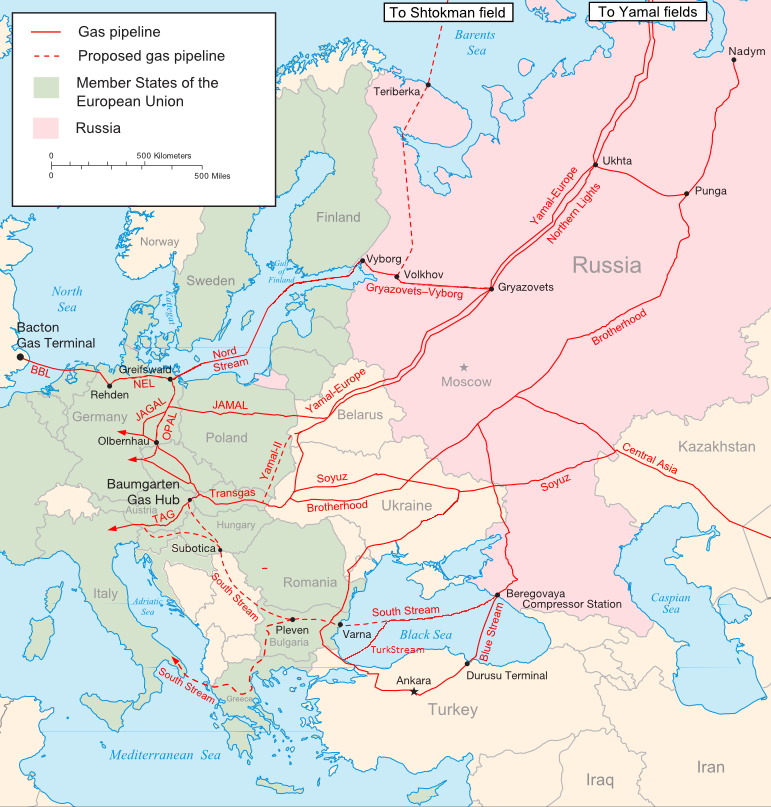
Les gazoducs russes vers l'Europe.

La Russie a un rôle important dans le secteur européen de l'énergie, étant le plus grand exportateur de pétrole et de gaz naturel vers l'UE. En 2007, l'UE a importé 185 millions de tonnes de pétrole brut russes, représentant 32,6 % de ses importations totales de pétrole et 100,7 millions de tonnes de gaz naturel, soit 38,7 % des importations totales de gaz.
Toutefois, le conflit gazier avec l'Ukraine en 2009 fait craindre une limitation des exportations russes vers l'UE après qu'une entente a été conclue entre l'Ukraine et l'UE le 23 mars 2009 concernant les gazoducs ukrainiens,. Le ministre russe de l'énergie, Serguei Shmatko, accuse l'UE de vouloir se rapprocher de l'Ukraine, ce qui pourrait nuire aux intérêts de Moscou et le ministre russe des Affaires étrangères Sergueï Lavrov a qualifié l'accord d'« acte inamical ».
À la suite des sanctions — liées à la politique de la Russie en Ukraine — la Hongrie souhaite faire de Rosatom un deuxième outil d’influence géopolitique Russe sur l'Europe centrale après Gazprom.

### Viande polonaise
Des problèmes ont concerné une interdiction par la Russie d'importer de la viande polonaise[Quand ?] (en raison d'allégations de viandes de mauvaise qualité et dangereuses), ce qui a conduit la Pologne à faire usage de son droit de veto dans des contentieux UE-Russie sur des questions telles que l'énergie, l'immigration, le blocus pétrolier de la Lituanie, et les préoccupations de la Lettonie et la Pologne vis-à-vis du gazoduc Nord Stream. En 2007, la viande polonaise est à nouveau autorisée à l'exportation vers la Russie.

## Relations politiques

### Kaliningrad

L'oblast de Kaliningrad.

L'enclave russe de Kaliningrad est depuis 2004 entièrement entourée par des États membres de l'Union européenne. Des contrôles aux frontières plus stricts sont mis en place lorsque la Pologne et la Lituanie rejoignent l'UE (l'amélioration du contrôle de leurs frontières extérieures était un préalable à leur adhésion et à l'entrée dans l'espace Schengen). L'oblast est ainsi davantage isolé du reste du territoire de la fédération de Russie ce qui constitue une source de tension supplémentaire dans un contexte marqué par une opposition politique et populaire des pays baltes et de la Pologne vis-à-vis de la Russie.
En juillet 2011, la Commission européenne présente des propositions visant à classer l'ensemble de Kaliningrad en tant que zone frontalière. Cela permettrait à la Pologne et la Lituanie de délivrer des visas spéciaux pour les résidents de Kaliningrad sans qu'ils aient besoin d'un visa Schengen pour gagner la Russie.

### Kosovo
Début 2008, les divergences entre la Russie et l'Union européenne sur la question de l'indépendance de la province serbe du Kosovo se sont également exacerbées. La majorité des membres de l’Union européenne soutenaient l’indépendance de la province, alors que Moscou s'y opposait, affirmant que cette indépendance était contraire au principe de l’unité territoriale serbe et à la résolution 1244 du Conseil de sécurité des Nations unies.

### Ossétie du Sud
La présence de troupes russes en Géorgie à la suite du conflit d'août 2008 en Ossétie du Sud a conduit Bruxelles à geler les pourparlers sur le nouveau partenariat stratégique avec Moscou,. Les Vingt-Sept, et en particulier le Royaume-Uni, la Pologne et les pays baltes, ont condamné « fermement » la décision du président Medvedev de reconnaître unilatéralement l'indépendance de l'Abkhazie et de l'Ossétie du Sud,.

### Guerre russo-ukrainienne et sanctions diplomatiques
Fin 2013, alors qu'un accord d'association doit être signé entre l'UE et l'Ukraine, la Russie essaie de faire pression sur Kiev pour la faire changer d'avis, notamment en restreignant certains produits, en revoyant les prix du gaz et en envisageant d’imposer aux citoyens ukrainiens un passeport étranger. Moscou craint en effet que cette union se fasse à son désintérêt, alors que Vladimir Poutine ambitionne en même temps un rapprochement avec les pays anciennement soviétiques. De l'avis de l'analyste politique Vladimir Fessenko : « en mettant ainsi la pression, la Russie ne fait que pousser l'Ukraine dans les bras de l'Europe ». En novembre 2013, l'Ukraine décide finalement, en raison de pressions russes, de refuser l'accord avec l'Union européenne et de « relance[r] un dialogue actif avec Moscou ». Ce revirement entraîne d'importantes manifestations pro-européennes à Kiev rassemblant au moins 100 000 personnes, l'occupation de la place Maidan et de la mairie, avec comme mot d'ordre la démission du président Viktor Ianoukovytch.
Le 23 février 2014, Ianoukovytch fuit en Russie et l'opposition prend le pouvoir. Débute alors une guerre entre l'Ukraine et la Russie et l'invasion et l'occupation par des troupes russes de la Crimée et des manifestations dans les villes russophones de l'est de l'Ukraine (telles que Donetsk), la Russie ne reconnaissant pas la légitimité du nouveau gouvernement ukrainien, qualifiant son accession au pouvoir de coup d'État. L'Union européenne, tout comme les États-Unis, a condamné la Russie, l'accusant d'intervenir militairement en Crimée et a ordonné la suspension immédiate des négociations de libéralisation des visas tout en évoquant la possibilité de sanctions économiques (gels d'avoirs notamment).
En mars 2014, l'Union européenne refuse de reconnaître le référendum d'autodétermination de la Crimée et son rattachement à la Russie,,. En juillet 2014, estimant que la guerre du Donbass est une « déstabilisation délibérée » menée par la Russie, l'Union européenne en commun avec les États-Unis prennent une série de sanctions économiques contre Moscou. En mars 2015, le Conseil européen lie leur durée à la mise en œuvre des accords de Minsk. Les sanctions sont prolongées en juin 2016

#### Conséquences des sanctions
Les sanctions ont réellement provoqué l'effondrement des investissements directs (IDE) en direction de la Russie. Avec la forte baisse des prix du pétrole et celle concomitante du rouble, les importations ont baissé de 42 % entre 2013 et 2015 ce qui a affecté les exportations occidentales. L'accès aux marchés financiers américains et européens étant interdit par les sanctions, les sociétés russes se sont tournées vers les banques chinoises qui ont pris le relais. Dans le projet complexe de Yamal de production de gaz naturel liquéfié, elles fournissent ainsi 2/3 des investissements. Le corollaire étant que les équipements de l'usine viendront de Chine. Les Européens (Alstom et Siemens) ne sont plus présents dans les appels d'offres pour construire le nouveau projet de train rapide entre Moscou et Kazan qui sera très vraisemblablement remporté par des entreprises chinoises. L'embargo russe a eu pour conséquence de favoriser l'industrie agro-alimentaire locale : ainsi la production russe de viande a augmenté de 13,3 % entre janvier et novembre 2015. Il a de ce fait largement contribué aux crises de la viande porcine et du lait dans l'Union européenne. Les grands perdants des sanctions euro-américaines semblent être les entreprises européennes, les États-Unis ayant peu de commerce avec la Russie, le grand gagnant étant la Chine.

### Activités d'influence russe
Selon un rapport publié par le parlement britannique en juillet 2020, la Russie, afin de restaurer le statut de "grande puissance" dont elle disposait à l'époque de l'URSS et d'assurer la maîtrise de sa zone d'influence notamment parmi les anciens États soviétiques, cherche à affaiblir l'ordre international construit au XXe siècle par l'Occident. Ces actions d'influence passent notamment par le financement de partis dit populistes, des stratégies de désinformation, la promotion des intérêts en Europe au travers de ses réseaux d'influence économiques, les cyber-attaques ainsi que des activités d'assassinat d'opposants ou d'enlèvement. Le Royaume-Uni constitue, selon ce rapport, une des cibles prioritaires des services russes en Europe.

#### Influence politique russe et liens financiers
Moscou a augmenté ses efforts visant à étendre son influence politique en utilisant des méthodes variées, dont le financement de mouvements politiques en Europe, l'augmentation des dépenses dans la propagande dans les langues européennes, la diversification des médias pro-Russes dans les langues de l'Union européenne et des web-brigades, et certains observateurs soupçonnent le Kremlin de vouloir affaiblir l'Union européenne et sa réponse à la crise ukrainienne,,.
La Russie a formé des liens resserrés avec les partis eurosceptiques et populistes appartenant aux deux extrémités du spectre politique. À la fin de 2014, un certain nombre de partis européens de l'extrême gauche et de l'extrême droite avaient reçu différentes formes de soutien organisationnel et financier de la part de la Russie afin de construire un front pro-russe et anti-européen dans l'Union européenne.

« Contrairement à la Guerre froide, lors de laquelle les Soviétiques ne soutenaient que les groupes situés à gauche de l'échiquier politique, une approche fluide de l'idéologie permet au Kremlin de soutenir simultanément des mouvements à l'extrême gauche et à l'extrême droite, certains mouvements écologiques, des mouvements anti-mondialisation et des élites de la finance. L'objectif étant d'exacerber les divisions et de créer un ensemble de soutien au Kremlin. »

— Peter Pomerantsev, Michael Weiss, « The Menace of Unreality: How the Kremlin Weaponizes Information, Culture and Money », The Interpreter Magazine, 2014
Parmi les partis d'extrême droite impliqué figurent le Parti de la liberté d'Autriche (FPÖ), l'Alternative pour l'Allemagne (AfD), le Parti national-démocrate d'Allemagne (NPD), le Front national en France, la Ligue du Nord en Italie, le Jobbik en Hongrie, l'Union nationale Attaque en Bulgarie, et l'Union russe de Lettonie,,. Parmi les partis d'extrême-gauche figurent des représentants de Die Linke en Allemagne, du Parti communiste de Grèce, de SYRIZA en Grèce, lesquels ont participé ou soutenu des évènements organisés par la Russie tels que la « Conférence des conservateurs » et le référendum de 2014 en Crimée. Au Parlement européen, la Gauche unitaire européenne/Gauche verte nordique est décrite comme un « partenaire de confiance » de la politique russe, votant contre des résolutions condamnant l'intervention militaire russe en Ukraine ou soutenant certaines politiques russes, notamment en Syrie.
Konstantin Rykov et Timur Prokopenko, tous les deux proches du parti Russie unie et de l'administration présidentielle russe, furent des figures clefs dans l'envoi de financement à ces partis. L'Agence France-Presse écrivit que « de l'extrême-droite jusqu'à l'extrême-gauche, les partis populistes en Europe sont courtisés par la Russie de Vladimir Poutine qui souhaite en faire des alliés dans sa campagne anti-UE » et qu'« une majorité des partis populistes européens ont soutenu la Russie à propos de l'Ukraine ». Durant l'intervention militaire russe en Ukraine, les politiciens britanniques Nigel Farage et Jeremy Corbyn ont soutenu la Russie, soulignant que l'Occident l'avait provoqué,.
Luke Harding écrivit dans le Guardian que les députés européens du Front national constituaient un « bloc pro-russe ». En 2014, le Nouvel Observateur souligna que le gouvernement russe estimait le Front national comme étant « capable de prendre le pouvoir en France et de changer le cours de l'histoire européenne en faveur de Moscou ». D'après les médias français, les chefs de partis ont eu des contacts fréquents avec l'ambassadeur russe Alexander Orlov et Marine Le Pen fit de multiples voyages à Moscou,. En novembre 2014, Marine Le Pen confirma un prêt de 9 millions d'euros d'une banque russe au Front national. The Independent indiqua que les prêts « élevait les tentatives de Moscou d'influencer la politique intérieure de l'UE à un nouveau niveau ». Reinhard Bütikofer souligna qu'« il était remarquable qu'un parti politique provenant de la mère patrie des libertés puisse être financé par la sphère de Poutine – le plus grand ennemi européen de la liberté ». Boris Kagarlitsky rapporta par ailleurs que « si une quelconque banque étrangère avait accordé un prêt à un parti politique russe, cela aurait été illégal, ou cela aurait été une affaire qui aurait conduit à un scandale » et le parti serait contraint à s'enregistrer comme « agent étranger ». Le Pen rejeta un rapport de Mediapart selon lequel un important membre du Front national aurait déclaré qu'il s'agissait de la première partie d'un prêt plus important de 40 millions d'euros,,. En avril 2015, un groupe de pirates informatiques russes publia un ensemble de SMS et de mails entre Timur Prokopenko, un membre de l'administration de Poutine, et Konstantin Rykov, un ancien membre de la Douma ayant un lien avec la France, à propos d'un soutien financier russe au Front national en échange de son soutien à l'annexion russe de la Crimée.
Selon une enquête journalistique publiée en mai 2022, la Russie aurait poussé la Catalogne à proclamer son indépendance, en lui promettant un appui militaire et financier en échange de facilités pour y créer une place financière pour cryptomonnaies,.

#### Activités d'espionnage
Plusieurs cas d'activité de renseignement de la part de la Russie dans les pays européens sont relevés dans les années 2010.
Un agent de renseignement russe, Sergey Cherepanov, a opéré en Espagne entre les années 1990 et juin 2010 sous la fausse identité de Henry Frith.
En 2013, le BIS, l'agence de renseignement tchèque, indique dans son rapport annuel la présence "extrêmement élevée" ("extremely high") d'agents du renseignement russe en Tchéquie. Le service de la sûreté de l'État en Suède, le Säkerhetspolisen, cite dans son rapport de 2014 la Russie comme la menace la plus importante en termes de renseignement, décrivant son activité contre la Suède comme importante ("extensive").
Selon un rapport du Conseil Européen des Relations Internationales publié en mai 2016, la Russie est engagée dans des "campagnes de collecte de renseignements massives et voraces, alimentées par des budgets encore substantiels et une culture du Kremlin qui voit la tromperie et des programmes secrets même là où il n'en existe pas".
En 2018, le chef du MI6 britannique a averti que la "confrontation perpétuelle" avec l'Occident était au cœur de la politique étrangère russe.
Entre 2009 et 2019, dans la seule Estonie, 20 personnes ont été jugées et condamnées en tant qu'agents des services de renseignement russes, soit le plus grand nombre de tous les pays de l'OTAN. Parmi ces condamnés, 11 travaillaient pour le FSB, 2 pour le SVR, 5 pour le GRU. Les rattachements des 2 derniers n'était pas connu. Sept étaient des petits délinquants, principalement impliquées dans la contrebande de diverses marchandises (par exemple des cigarettes) en provenance et à destination de la Russie et donc facilement recrutées. Plus important encore, cinq des condamnés appartenaient aux forces de l'ordre et à l'armée estoniennes.
En 2020, le parquet allemand émet un mandat d'arrêt contre Dmitry Badin, un agent du GRU, pour son implication dans le piratage du Bundestag en 2015.

#### Assassinats et enlèvements
En novembre 2006, Alexandre Litvinenko, ancien agent du FSB devenu citoyen britannique, meurt à Londres à la suite d'une exposition mortelle au polonium-210 radioactif. Les relations entre le Royaume-Uni et la Russie se tendent après que l'enquête de la justice britannique conclut que les assassins présumés, identifiés comme Andrey Lugovoy et Dmitry Kovtun, sont liés aux services secrets russes. La Russie refuse notamment la demande d'extradition de Lugovoy formulée officiellement par la justice britannique.
En septembre 2014, des agents du FSB pénètrent en Estonie et enlèvent Eston Kohver, un officier des services de sécurité intérieure estoniens. Brian Whitmore de Radio Free Europe déclare que l'affaire "illustre la campagne du Kremlin pour intimider ses voisins, bafouer les règles et normes mondiales et tester les défenses et les réponses de l'OTAN"
Le 4 mars 2018, Sergueï Skripal, un ancien officier du renseignement militaire russe qui a agi comme agent double pour les services de renseignement britanniques dans les années 1990 et au début des années 2000, et sa fille Yulia sont empoisonnés à l'agent neurotoxique Novichok à Salisbury, en Angleterre. Ses services concluant rapidement à l'implication du renseignement russe, la Première ministre britannique Theresa May exige une explication russe avant la fin du 13 mars 2018. Elle déclare que le gouvernement britannique "examinerait en détail la réponse de l'État russe" et qu'en cas d'absence de réponse crédible, le gouvernement conclurait "que cette action équivaut à un usage illégal de la force par l'État russe contre le Royaume-Uni" et que des mesures suivraient.
En 2019, un agent russe est arrêté en Allemagne après avoir assassiné un réfugié tchétchène, Zelimkhan Khangoshvili. En réponse, l'Allemagne expulse deux diplomates russes.

#### Cyber-attaques
En 2007, à la suite d'une décision du gouvernement estonien de retirer la statue d'un soldat soviétique, les principales banques commerciales, agences du gouvernement, médias et distributeurs de billets sont visées par une cyber-attaque coordonnée. Cette attaque est par la suite attribuée à la Russie.
En avril 2015, la chaîne de télévision française TV5 Monde est la cible d'une cyber-attaque revendiquée par l'État islamique. Néanmoins, la justice française affirme 2 mois plus tard qu'« un groupe de hackers russes » semblerait être responsable de l'attaque.
En mai 2015, le système informatique du Bundestag, la chambre basse du parlement allemand, est rendu indisponible pendant plusieurs jours à la suite d'une cyber-attaque perpétrée par un groupe de hackers « probablement piloté par l'État Russe », selon l'Office fédéral de protection de la constitution allemand. Le directeur de l'agence, Hans-Georg Maaßen, indique qu'en plus de conduire une action d'espionnage, « par la suite les agences de renseignement russes ont montré une volonté de conduire une opération de sabotage ».
En mai 2017, environ 20 000 « emails » de l'équipe de campagne du candidat Emmanuel Macron à la présidentielle française de 2017 sont rendus publics, dans une affaire appelée par la suite MacronLeaks. L'objectif est alors d’embarrasser le candidat. Les services russes, et notamment le GRU sont rapidement soupçonnés, avant qu'en 2019 soit apportée la preuve de leurs implications,.
En novembre 2017, la première ministre britannique Theresa May accuse la Russie de « menacer l'ordre international », de « rechercher à utiliser l'information comme une arme » et de « mettre en place des organisations pilotées par l'État pour propager des fausses nouvelles ». Elle mentionne notamment l'intervention de la Russie dans les élections fédérales allemandes de 2017, bien que le gouvernement allemand et des experts en sécurité informatique ait affirmé auparavant n'avoir repéré aucune cyber-attaque à l'occasion de ces élections.
En 2018, le Säkerhetspolisen, le service de la sûreté de l'État de la Suède, exprime des inquiétudes concernant l’immixtion d'influences étrangères dans les élections législatives, menant notamment à la diffusion d'une brochure explicative à tous les foyers du pays. Néanmoins, selon l'Oxford Internet Institute, si ces élections ont vu la plus forte proportion de "fausses nouvelles" parmi les cas étudiés en Europe par l'organisation (juste derrière les élections américaines), « 80 % des sources de fausses nouvelles étaient suédoises » et « les sources russes représentaient moins de 1 % du nombre total d'URL partagés dans les données analysées ».

## Relations institutionnelles

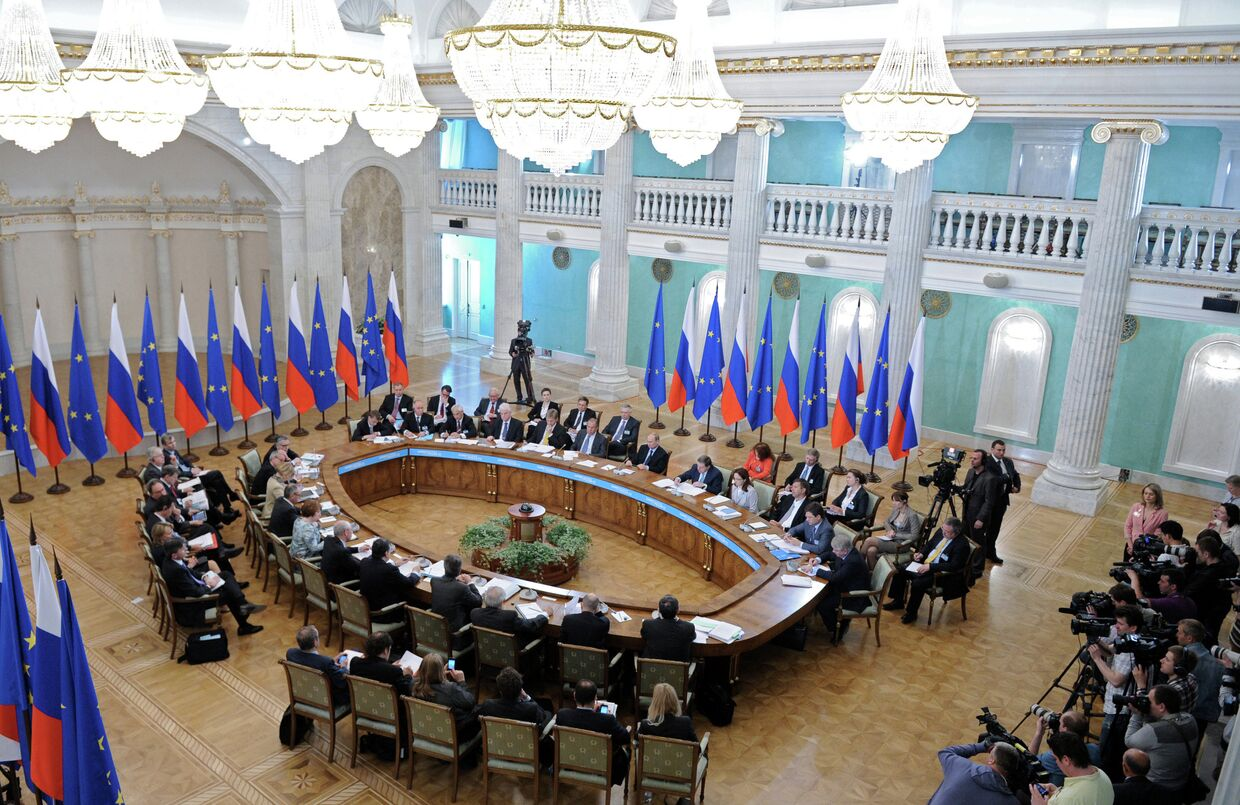
Sommet UE-Russie à Iekaterinbourg, en 2013.

### Définition de quatre espaces communs
Lorsque l'Union européenne a dévoilé sa politique européenne de voisinage (PEV), la Russie a choisi de ne pas adhérer et aspire à être un « partenaire égal » de l'UE mais souhaite coopérer dans différents domaines : un espace économique commun (suppression des frontières sur le commerce), un espace commun de liberté, de sécurité et de justice (facilitation des visas, lutte conjointe contre le terrorisme, le trafic de drogues, le blanchiment d'argent etc.), un espace commun de sécurité extérieure (multilatéralisme, non-prolifération des armes nucléaires et la non-ingérence russe dans les conflits dit « gelés » de Transnistrie, d'Ossétie du Sud-Alanie, d'Abkhazie et du Haut-Karabagh, ce qui n'est en réalité pas respecté) et un espace commun de recherche, d'éducation et de la culture (programme TEMPUS) ont été conclus. La Russie est également signataire du protocole de Kyoto.

### Libéralisation des visas
Le 4 mai 2010, la Russie et l'UE ont entamé des négociations sur la mise en place d'un espace de circulation sans visas pour leurs citoyens respectifs et ont développé une feuille de route sur la libéralisation de l'accès au territoire européen pour les Russes et réciproquement. En raison de problèmes liés à la lutte contre les trafics illicites internationaux, le processus n'a pas abouti et en 2014, le dialogue a été temporairement suspendu suite la crise de Crimée. Le 24 mai 2016, le think-tank allemand Deutsche Gesellschaft für Auswärtige Politik (de) a publié un rapport intitulé « La question orientale : Recommandations pour la politique occidentale » (anglais : The Eastern Question: Recommendations for Western Policy) qui propose une stratégie occidentale renouvelée vers la Russie à la suite des tensions accrues. Une de leurs recommandations est libéralisation des visas pour les Russes afin d'« améliorer les contacts de personne à personne et envoyer un signal fort qu'il n'y a pas de conflit avec la société russe ». Le 29 août 2017, la députée allemande Marieluise Beck a publié un article dans Neue Zürcher Zeitung avec un certain nombre de recommandations pour les relations entre la Russie et l'UE. L'une des recommandations est le régime sans visa pour les Russes afin de les présenter aux valeurs occidentales et pour promouvoir le changement démocratique en Russie. En octobre 2018, le député du Bundestag allemand Dirk Wiese (de) a suggéré d'abolir les visas pour les jeunes Russes pour facilitation des programmes d'échanges.

### Débats sur une éventuelle adhésion de la Russie à l'Union européenne

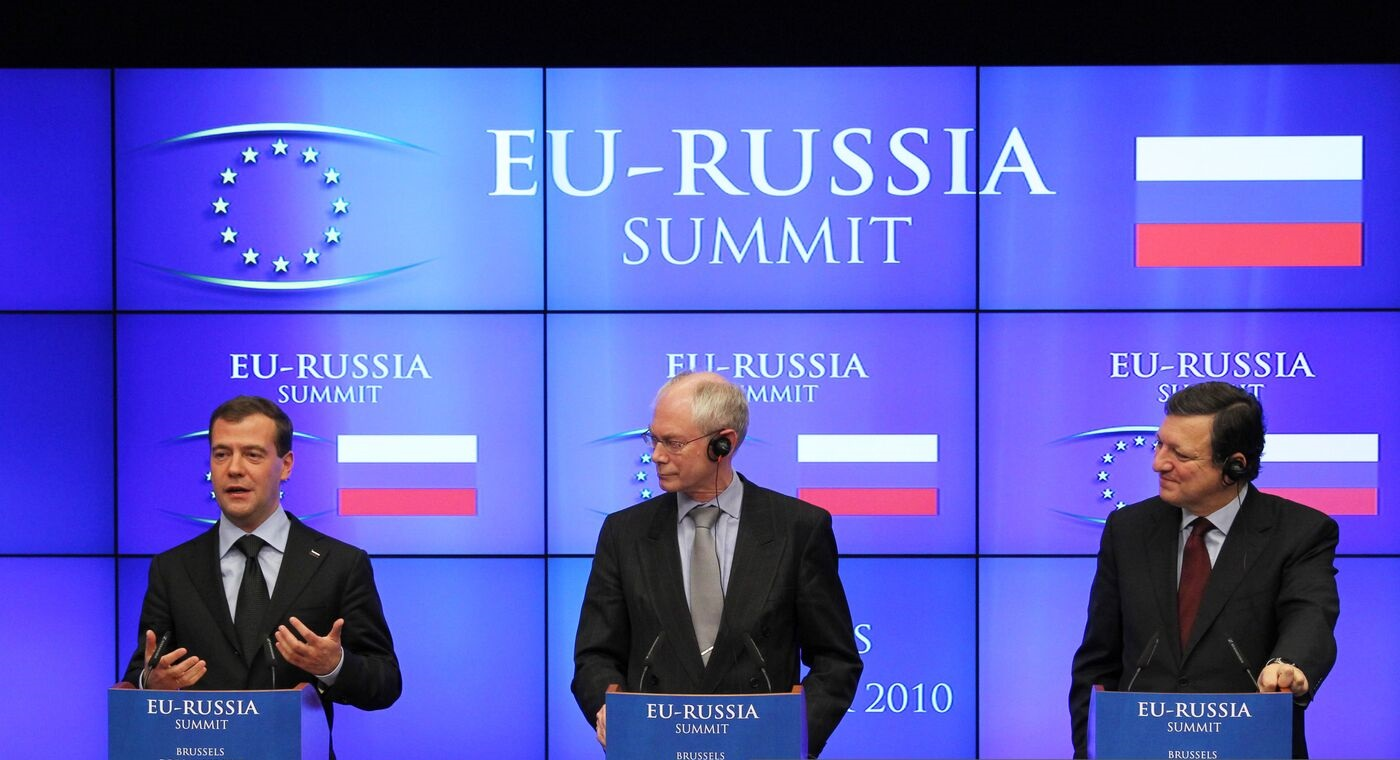
Le président russe Dmitri Medvedev lors du sommet UE-Russie qui s'est tenu à Bruxelles en 2010.

Parmi les partisans les plus fervents de l'adhésion russe à l'UE, on peut citer l'ancien président du Conseil italien Silvio Berlusconi. Dans un article publié dans les médias italiens le 26 mai 2002, celui-ci déclare que la prochaine étape de l'intégration croissante de la Russie avec l'Occident devrait être son adhésion à l'UE. Le 17 novembre 2005, il répète en ce qui concerne la perspective d'une telle adhésion qu'il est « convaincu que, même s'il s'agit d'un rêve, il n'est pas trop éloigné et [je pense] que cela arrivera un jour. » Plus récemment, en octobre 2008, il déclare : « je considère la Russie comme un pays occidental et mon plan pour la fédération de Russie est qu'elle puisse devenir membre de l'Union européenne dans les années à venir » et explique qu'il a cette vision depuis des années.
Le représentant permanent russe à l'UE, Vladimir Tchijov, commente cette déclaration en affirmant que « la Russie n'a pas l'intention de rejoindre l'UE. » Le Premier ministre russe Vladimir Poutine considère par ailleurs que l'adhésion de la Russie à l'UE ne serait pas dans l'intérêt de la Russie ni de l'Union européenne, même si ce dernier plaide pour une coopération étroite dans différents domaines, y compris la création de quatre espaces communs entre la Russie et l'UE, mis au point dans les accords de 2003,.

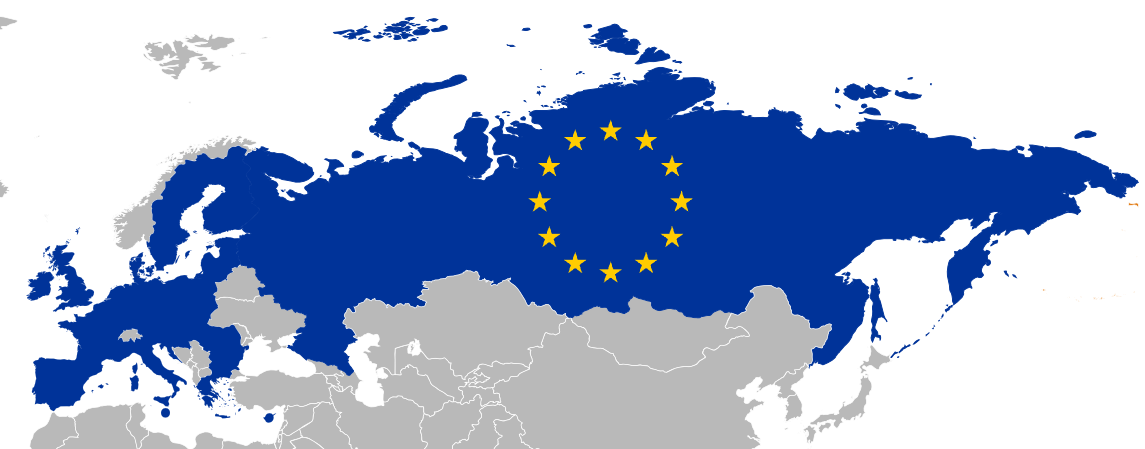
Le territoire de l'UE après l'adhésion éventuelle de la Russie (UE des 28 + Russie).

Michael McFaul a allégué en 2001 que la Russie aura besoin de « plusieurs décennies » pour remplir les critères d'adhésion de l'UE. L'ancien chancelier allemand Gerhard Schröder déclare par ailleurs que « la Russie doit trouver sa place aussi bien dans l'OTAN que dans l'Union européenne à plus long terme, et que bien que les conditions soient créées pour que cela se produise, une telle chose n'est pas économiquement envisageable dans un avenir proche ». En 2015, alors que les sanctions de l'UE envers la Russie et l'embargo alimentaire russe contre l'UE sont toujours en cours, le rédacteur en chef adjoint du web magazine Le Taurillon, Tobias Gerhard Schminke, a lancé un appel aux dirigeants européens à envisager l'adhésion de la Russie dans l'UE.
Selon un certain nombre d'enquêtes menées par la Deutsche Welle, de 36 % à 54 % des Russes soutiennent l'adhésion, et environ 60 % d'entre eux voient l'UE comme un partenaire important pour leur pays,,,. Les jeunes ont une image particulièrement positive de l'Union européenne.

## Tableau comparatif
|                            | Union européenne                                                                                         | Russie |
| -------------------------- | --- | --- |
| Population                 | 446 834 578 hab.                                                                                         | 143 030 106 hab. |
| Superficie                 | 4 194 431 km2                                                                                            | 17 098 242 km2 |
| Densité de population      | 106 hab./km²                                                                                             | 8,3 hab./km² |
| Capitale(s)                | Bruxelles, Luxembourg et Strasbourg                                                                      | Moscou |
| Plus grande(s) ville(s)    | Paris - 12 400 000 aire métropolitaine                                                                   | Moscou – 11 629 116 hab. |
| Gouvernement               | Association sui generis de vingt-sept États européens                                                    | République fédérale à régime présidentiel                                                                                      |
| Langue(s) officielle(s)    | 24 langues                                                                                               | Russe et 37 autres langues régionales officielles                                                                              |
| Leader actuel              | Président du Conseil européen Charles Michel Présidente de la Commission européenne Ursula von der Leyen | Président de la fédération de Russie Vladimir Poutine Président du gouvernement de la fédération de Russie Mikhaïl Michoustine |
| Religions principales      | 70 % christianisme, 23 % sans religion 2 % islam, 3% autres religions                                    | 56,4 % christianisme orthodoxe, 8 à 15 % islam 9 % christianisme protestant, 2 % bouddhisme, 2 % judaïsme                      |
| PIB (nominal)              | 19 076,623 milliards $                                                                                   | 1 953 milliards $ |
| PIB (nominal) par habitant | 33 723 $                                                                                                 | 13 662 $ |
| Dépenses militaires        | 286 milliards $ (1,7 % du PIB 2012)                                                                      | 116 milliards $ (4,4 % du PIB 2012)                                                                                            |

## Sources

## Compléments